# Masarykova chata
Masarykova chata (také Chata Šerlich) je horská turistická chata pod vrcholem Šerlich v Orlických horách v nadmořské výšce 1 019 m těsně u česko-polských hranic, v CHKO Orlické hory, 3,5 km severovýchodně od Deštného v Orlických horách. Od roku 1958 je stavba chráněna jako kulturní památka České republiky.
V blízkosti se nachází přírodní rezervace prales Bukačka. Na polské straně je přírodní rezervace Topielisko - Czarne Bagno.

## Historie

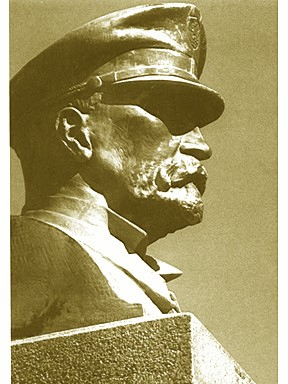
Masarykova busta (Leoš Kubíček, 1935)

Masarykova chata na Šerlichu stojí na místě bývalé osady Šerlich (Scherlichgraben), založené na přelomu 17. a 18. století. S myšlenkou na stavbu chaty přišel propagátor turistiky v Orlických horách a poslanec Českého zemského sněmu Jindřich Štemberka. Chata byla postavena v letech 1924–1925 Klubem československých turistů z Hradce Králové. Projekt navrhl architekt Bohuslav Fuchs (1895–1972). Stavitelem byl František Capoušek z Hradce Králové. Základní kámen byl položen 14. června 1924 za přítomnosti předsedy Klubu československých turistů Jiřího Guth-Jarkovského. Do základů chaty byla zazděna kovová schránka s dobovými dokumenty. Stavební kámen a materiál byl připravován na pile Šerlišského mlýna (nadmořská výška 860 m) odkud byl koňskými potahy dopravován na Šerlich. Pro veřejnost byla chata otevřena 27. září 1925 pod patronací Aloise Jiráska, který se otevření nezúčastnil. Náklady na stavbu činily 967 000 Kč. V roce 1935 byla na chatě zřízena meteorologická stanice a 8. září 1935 byla odhalena busta T. G. Masaryka od akademického sochaře Leoše Kubíčka, rodáka z nedaleké Slatiny nad Zdobnicí. Busta zde byla do roku 1938 a v roce 1949 Leoš Kubíček vytvořil novou. Roku 1953 byla opět odstraněna o znovu umístěná až v roce 1968. V letech 1972–1990 byla v depozitáři a pak opětně navrácená na své místo.
21. září 1938 byla chata přepadena německým Freikorpsem se snahou zapálit chatu, to se ale nezdařilo. V říjnu byla chata evakuována a následně obsazena Němci. Za války sloužila jako ubytovna pro rodiny fašistických pohlavárů, zotavovali se zde ranění piloti, bylo zde i středisko Hitlerjugend. 10. května 1945 byla osvobozena Rudou armádou. Po válce se vrátila k původnímu jménu, ale v 50. letech 20. století byla přejmenována na Chatu ČSTV na Šerlichu. Další změny v názvu byly v roce 1968 a od roku 1990 opět nese název Masarykova chata.

## Popis
Samostatně stojící budova obdélného půdorysu, dvoupatrová. V přízemí vysunuta terasa, první a druhé patro v úskoku a nahoru zužující. V přízemí a první patro střechy pultové, druhé patro střecha valbová s vikýři ve tvaru volského oka. Celá chata je obložena plechem ve tvaru čtvercových šablon eternitu. Původní střecha Masarykovy chaty byla krytá šindelem, plechová střecha byla dána později. Budova je položena na kamenném soklu.

### Interiér
Vestibul s výčepem obložený dřevem, záklopový strop, další místnosti trámový záklopový strop, obložení dřevěné.
Uprostřed jídelny na masivním sloupu je dřevořezba Josefa Kubíčka, bratra Leoše. Na něm je znak Hradce Králové (lev s písmenem G) a na druhé straně Strom života se znakem Klubu českých turistů. Pod stropem je basreliéf vousatého horala od Ludvíka Goebela z roku 1941, který byl později označen za Rampušáka, dobrého ducha hor.

## Dostupnost

### Doprava
Přístupová cesta byla vystavěna v roce 1935 z Deštného v Orlických horách do Šerlického sedla. Nedaleko chaty v sedle je velké parkoviště. Autobusová zastávka Deštné v Orlických horách, Šerlich, Masaryková chata je cca 200 m od chaty. Vlakové nádraží v Dobrušce je vzdáleno 15 km.
Nedaleko chaty na polské straně vede lanovka ze Zielence.

### Turistické cesty
Turistické značení bylo dokončeno v letech 1930 až 1932. K chatě se lze dostat po turistických trasách:
- po  modré turistické značce:
  - ze Zielence v Polsku.
  - ze Šerlišského Mlýna (potenciálně dále z Olešnice, Sedloňova či Deštného)
- po  červené hřebenové turistické značce Jiráskově cestě (v zimě udržovaná běžkařská magistrála)[12]:
  - z Olešnice v Orlických horách (přes Vrchmezí a Polomské sedlo).
  - z Mezivrší (přes Pěticestí, Homoli a Velkou Deštnou).
- po  žluté turistické značce
  - z Deštného v Orlických horách.
  - z Bedřichovky.
- po  naučné stezce Okolím Deštného, která kopíruje výše uvedené trasy z Deštného v Orlických horách, od Sedloňovského Černého kříže a z Polomského sedla v délce 15 km.

### Cyklotrasa
Kolem Masarykovy chaty vede cyklotrasa 4071.